# Campionati slovacchi di ski cross 2016
I Campionati slovacchi di ski cross 2016 si sono svolti a Rejdice il 20 marzo. Il programma ha incluso la gara maschile mentre la gara femminile è stata annullata, sebbene fosse stata prevista dagli organizzatori. 
Trattandosi di competizioni valide anche ai fini del punteggio FIS, vi hanno partecipato anche sciatori di altre federazioni, senza che questo consentisse loro di concorrere al titolo nazionale slovacco.

## Risultati

### Uomini
| Pos. | Atleta            | Nazione    |
| ---- | ----------------- | ---------- |
| 1    | Mateusz Habrat    | Polonia    |
| 2    | Davit Tediashvili | Georgia    |
| 3    | Jiri Cech         | Rep. Ceca  |
| 4    | Martin Tavoda     | Rep. Ceca  |
| 5    | Karel Lank        | Rep. Ceca  |
| 6    | Radim Palan       | Rep. Ceca  |
| 7    | Edoardo Zorzi     | Italia     |
| 8    | Stoyan Varbanov   | Bulgaria   |
| 9    | Tomáš Bartalský   | Slovacchia |